# Szlaga-Młyn
Szlaga-Młyn – osada kociewska w Polsce, położona w województwie pomorskim, w powiecie starogardzkim, w gminie Osiek, w kompleksie leśnym Borów Tucholskich.
Osada powstała w 1722 roku na mocy przywileju króla Augusta II Mocnego.
W latach 1975–1998 miejscowość położona była w województwie gdańskim.